# Adolf Rosenberg

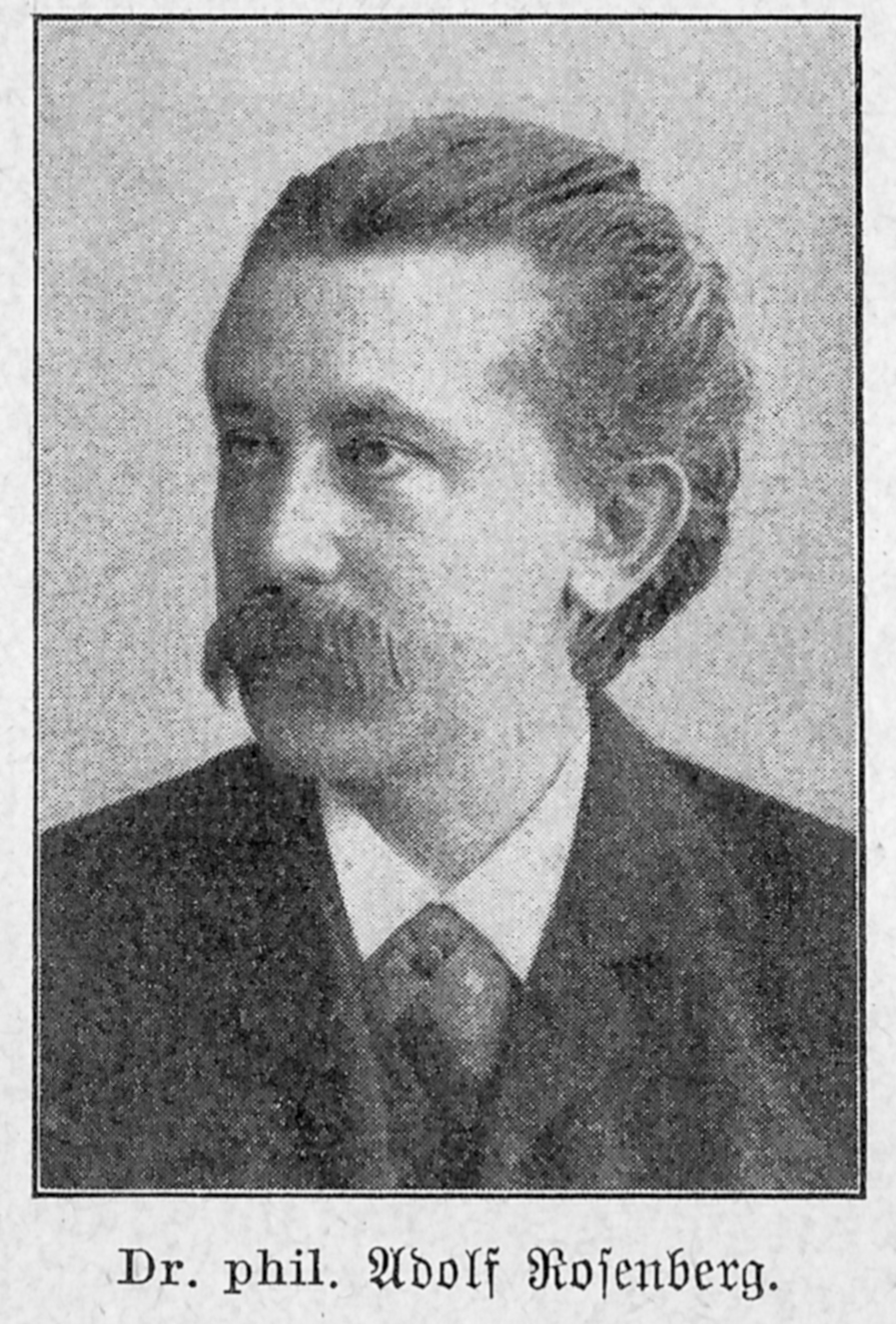
Adolf Rosenberg

Carl Adolf Rosenberg (* 30. Januar 1850 in Bromberg; † 26. Februar 1906 in Friedenau) war ein deutscher Kunsthistoriker und Publizist.

## Leben
Adolf Rosenberg, Sohn eines Kaufmanns, kam als Gymnasiast nach Berlin. Am Köllnischen Gymnasium absolvierte er Ostern 1869 das Abitur mit Auszeichnung. Anschließend studierte er Klassische Philologie und Archäologie an der Berliner Universität. Im Mai 1872 schloss er seine Studien mit der Dissertation De Erinyum religione cultu imaginibus ab, in der er die Erinyen in Dichtung und bildender Kunst sowie ihren Kult behandelte. Nach seiner Promotion führten ihn zahlreiche Studienreisen durch Deutschland, Österreich, Italien, Frankreich, Belgien und die Niederlande.
Rosenberg schrieb für verschiedene Zeitschriften Beiträge zu Kunst und Kunstgeschichte sowie einige Theaterkritiken. In der Zeit von 1873 bis 1899 etwa für die Zeitschrift für bildende Kunst mit ihrem Beiblatt Kunstchronik, wo er 1892 vom Mitarbeiter zum Mitredakteur aufstieg. Bei der politischen, der Freikonservativen Partei nahestehenden Berliner Tageszeitung Die Post, bei der er 1874 als Kunstberichterstatter eingestiegen war, wirkte er von 1875 bis 1897 als Feuilletonredakteur. Die Berliner Architekturwelt redigierte er vom ersten Jahrgang 1899 bis zum dritten Heft 1902.
Ein weiterer Aspekt seines Werkes sind Beiträge in Sammelwerken wie Robert Dohmes Kunst und Künstler des Mittelalters und der Neuzeit, wo er Beiträge zu Lucas van Leyden, Lorenzo Ghiberti, Donatello und Eugène Delacroix beisteuerte, oder Hugo Lichts Architektur Berlins sowie Architektur der Gegenwart. Übersicht der hervorragendsten Bauausführungen der Neuzeit. Ab 1881 bis zu seinem Tod verfasste er auch Beiträge in Meyers Konversations-Lexikon.
Daneben verfasste er zahlreiche Bücher, darunter 19 Künstlermonographien von Künstlern vergangener Epochen wie Lorenzo Ghiberti, aber auch über Zeitgenossen wie den Bildhauer Gustav Eberlein oder die Maler Emil Hünten und Anton von Werner. Für die Stellung als Chefredakteur der Deutschen Verlags-Anstalt zog er im Herbst 1901 nach Stuttgart. Innerhalb der Verlagsreihe Klassiker der Kunst verfasste er die Bände über Raffael, Rembrandt und Peter Paul Rubens. Nach zwei Jahren kehrte er im Herbst 1903 nach Berlin zurück, wo er 1906 starb.
Sein Grab befindet sich auf dem Friedhof Schöneberg III in Berlin-Friedenau.

## Werke
- Herr Professor Boetticher als Archaeologe: Ein Beitrag zur Geschichte der Berliner Archäologie. Berlin 1873
- Die Erinyen. Ein Beitrag zur Religion und Kunst der Griechen. Borntraeger Eggers, Berlin 1874
- Sebald und Barthel Beham, zwei Maler der deutschen Renaissance. Seemann, Leipzig 1875
- Hugo Licht (Hrsg.): Die Architektur Berlins: Sammlung hervorragender Bauausführungen der letzten Jahre. Wasmuth, Berlin 1877
- Die Berliner Malerschule 1819–1879: Studien und Kritiken. Wasmuth, Berlin 1879
- Rubensbriefe. Gesammelt und erläutert von Adolf Rosenberg. Leipzig 1881 Digitalisierte Ausgabe der Universitätsbibliothek Heidelberg
- Geschichte der modernen Kunst. 3 Bände, Grunow, Leipzig 1884–89 Digitalisat
- Adolf Rosenberg, Heinrich Mosler: Klassiker der Baukunst. Lemme, Leipzig 1885
- Die Münchener Malerschule in ihrer Entwicklung seit 1871. Seemann, Leipzig 1887
- Aus der Düsseldorfer Malerschule: Studien und Skizzen. Leipzig: Seemann 1890. Digitalisierte Ausgabe der Universitäts- und Landesbibliothek Düsseldorf
- Hugo Licht (Hrsg.): Architektur der Gegenwart: Übersicht der hervorragendsten Bauausführungen der Neuzeit. 5 Bände, Wasmuth, Berlin 1892–1898
- A. von Werner. Velhagen & Klasing, Bielefeld/Leipzig 1895
- Teniers der Jüngere; mit 63 Abbildungen von Gemälden und Zeichnungen. Künstler-Monographien 8, Velhagen & Klasing, Bielefeld/Leipzig 1895
- Antoine Watteau. Velhagen & Klasing, Bielefeld/Leipzig 1896
- Thorwaldsen. Künstler-Monographien 16, Velhagen & Klasing, Bielefeld/Leipzig 1896
- Defregger: mit 96 Abbildungen nach Gemälden und Zeichnungen. Künstler-Monographien 18, Velhagen & Klasing, Bielefeld/Leipzig 1897
- Terborch und Jan Steen: mit 95 Abbildungen nach Gemälden und Zeichnungen. Künstler-Monographien 19, Velhagen & Klasing, Bielefeld/Leipzig 1897
- Vautier: mit 111 Abbildungen nach Gemälden und Zeichnungen. Künstler-Monographien 23, Velhagen & Klasing, Bielefeld/Leipzig 1897
- Lenbach: mit 101 Abbildungen nach Gemälden und Zeichnungen. Künstler-Monographien 34, Velhagen & Klasing, Bielefeld/Leipzig 1898
- Leonardo da Vinci: mit 128 Abb. nach Gemälden u. Zeichn. Künstler-Monographien 33, Velhagen & Klasing, Bielefeld/Leipzig 1898
- E. von Gebhardt. Künstler-Monographien 38, Velhagen & Klasing, Bielefeld/Leipzig 1899
- Eberlein. Künstler-Monographien 66, Velhagen & Klasing, Bielefeld/Leipzig 1899
- Adriaen und Isack van Ostade. Velhagen & Klasing, Bielefeld/Leipzig 1900
- Friedrich August von Kaulbach: mit 107 Abbildungen nach Gemälden und Zeichnungen. Künstler-Monographien 48, Velhagen & Klasing, Bielefeld/Leipzig 1900
- Prell: mit 115 Abbildungen nach Gemälden, Zeichnungen und Skulpturen. Künstler-Monographien 53, Velhagen & Klasing, Bielefeld/Leipzig 1901
- Handbuch der Kunstgeschichte.Velhagen & Klasing, Bielefeld/Leipzig 1902
- Raffael: des Meisters Gemälde in 202 Abbildungen. Klassiker der Kunst in Gesamtausgaben 1, Deutsche Verlags-Anstalt, Stuttgart/Leipzig 1904
- P. P. Rubens: des Meisters Gemälde in 551 Abbildungen. Klassiker der Kunst in Gesamtausgaben 5, Deutsche Verlags-Anstalt, Stuttgart/Leipzig 1905
- Adolf Rosenberg, Eduard Heyck: Geschichte des Kostüms. 5 Bände, Wasmuth, Berlin 1905–1925
- Rembrandt: des Meisters Gemälde in 643 Abbildungen. Klassiker der Kunst in Gesamtausgaben 2, Deutsche Verlags-Anstalt, Stuttgart/Leipzig 1906